# Sigmund von Haimhausen

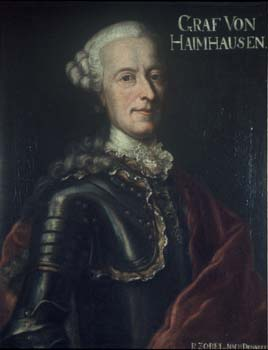
Präsidialgemälde der Bayerischen Akademie der Wissenschaften

Johann Sigmund Ferdinand Joseph Graf von Haimhausen (* 28. Dezember 1708 in München; † 16. Januar 1793 ebenda) war ein bayerischer Jurist, Beamter und Unternehmer.

## Leben
Nach dem Abschluss seiner Gymnasialstudien am Jesuitengymnasium München (heute Wilhelmsgymnasium München) studierte Haimhausen zusammen mit seinem älteren Bruder Karl Ferdinand Jurisprudenz, ab 1724 an der Universität Salzburg, ab 1726 an der Karls-Universität Prag. Im Spätsommer 1728 gingen sie auf Reisen und besuchten Dresden, Berlin, Lübeck, Hamburg und Amsterdam. Es schloss sich ein Semester über Öffentliches Recht bei Johann Jacob Vitriarius an der Universität Löwen an.
Nach seinem Studium übernahm er die im Familienbesitz befindlichen Ländereien und Kupferzechen in Westböhmen, insbesondere in der Umgebung von Tachau. Um Sachkunde zu erlangen, studierte an der Universität Leipzig Montanistik, Metallurgie und Chemie. Nach dem Tode seines Bruders Karl erbte er das Schloss Haimhausen bei Dachau.
Aufgrund seiner Expertenkenntnisse wurde er 1751 von Kurfürst Maximilian III. Joseph als Leiter des neu eingerichteten Münz- und Bergkollegiums, der obersten Bergbehörde, in München eingesetzt. Haimhausen war wesentlich am Aufschwung des bayerischen Bergbaus im 18. Jahrhundert beteiligt, insbesondere auch durch die Einrichtung der ersten bayerischen Ziegelbrennerei. Auf seine maßgebliche Initiative hin wurde 1758 die erste bayerische Porzellanmanufaktur in Schloss Neudeck in der Au, ab 1761 in Nymphenburg errichtet.

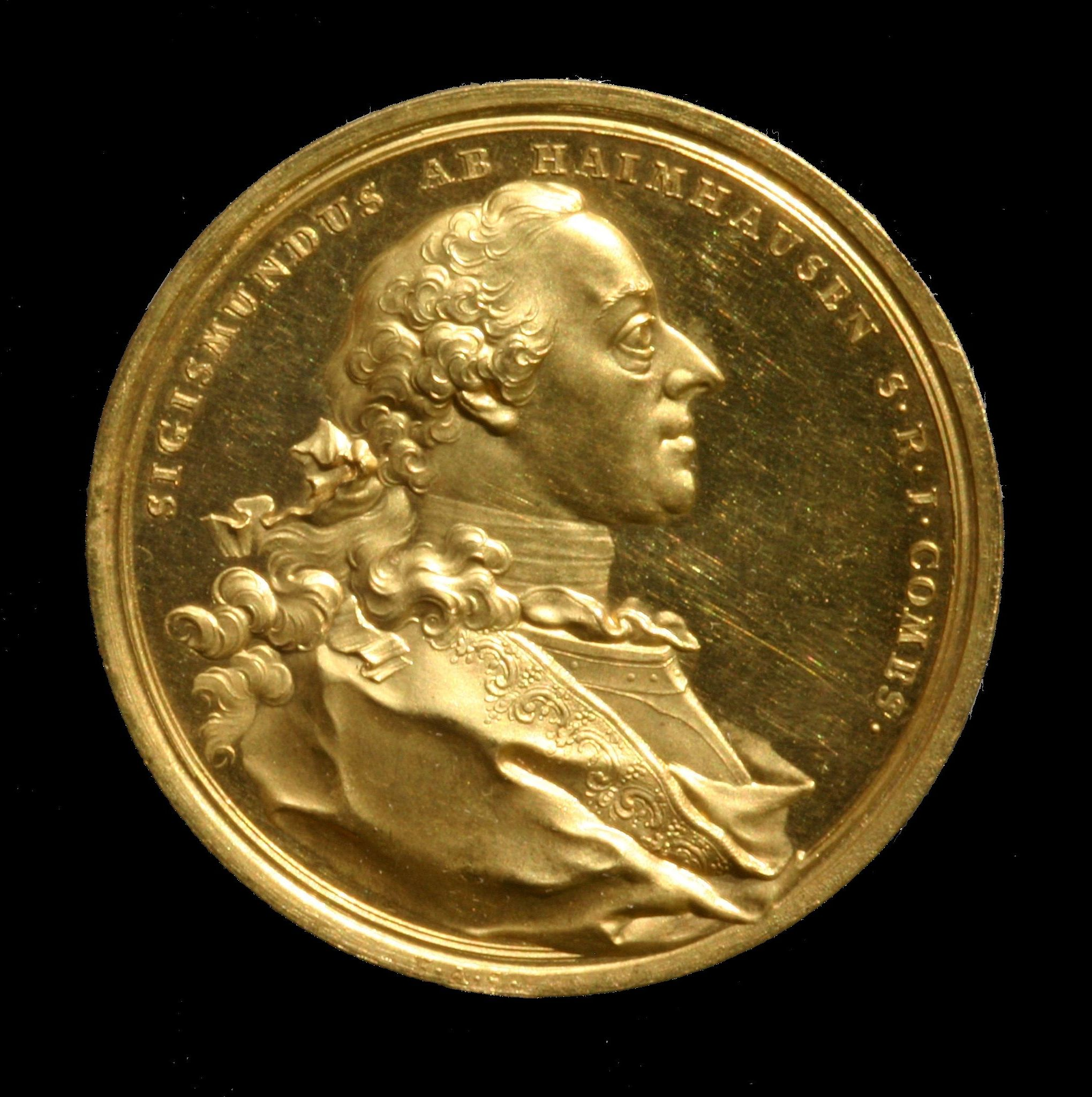
Medaille von Franz Schega

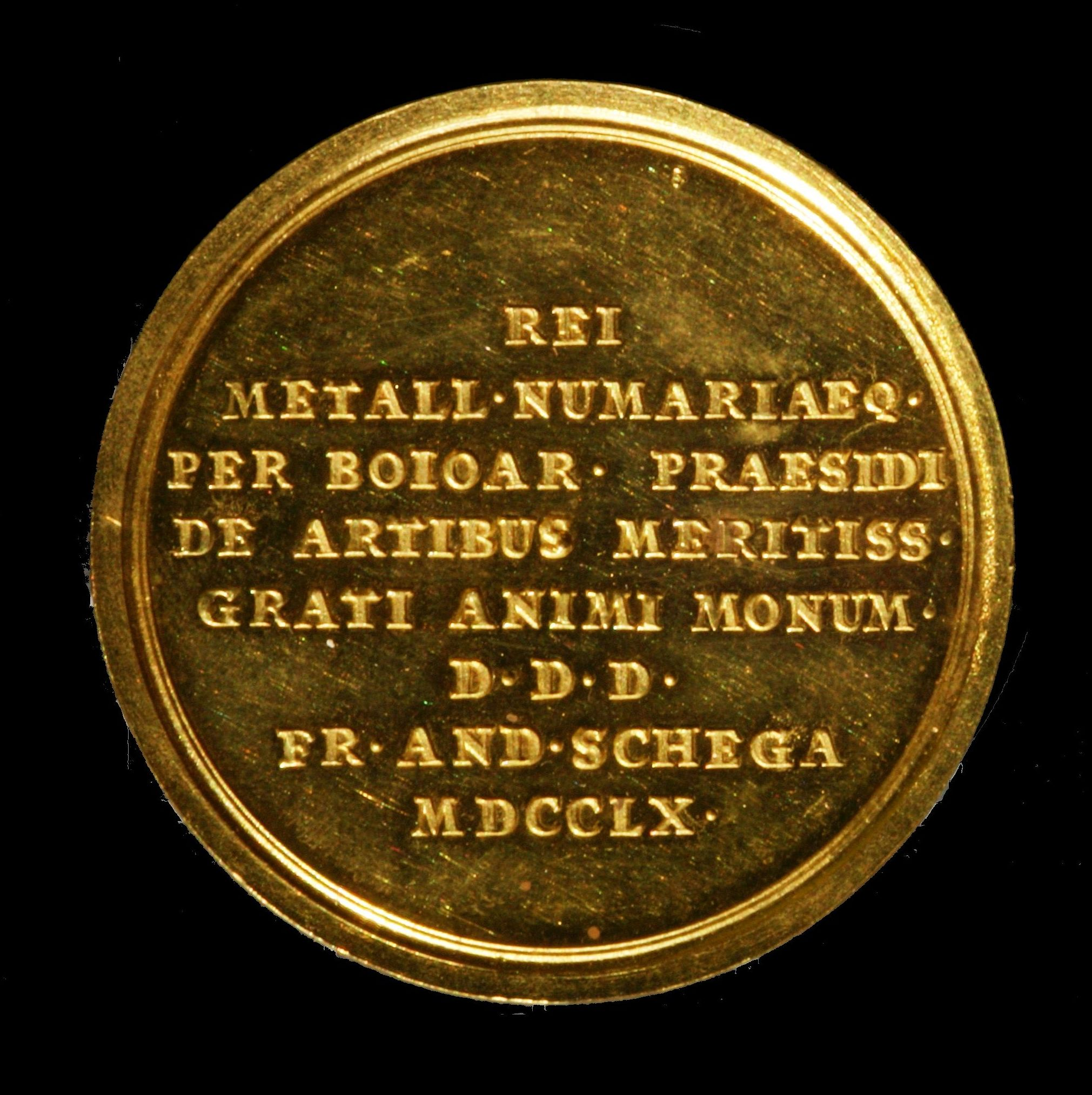
Rückseite

Haimhausen wurde 1759 Gründungspräsident der Kurbayerischen Akademie (heute: Bayerische Akademie der Wissenschaften) und blieb bis 1761 im Amt, wiederholt im Amt von 1771 bis 1779 und 1787 bis zu seinem Tode 1793.

## Ehrungen und Auszeichnungen
- Ehrenpräsident der Akademie (1799)
- Büste in der Ruhmeshalle in München

## Familie
Sigmunds Eltern waren Joseph von Haimhausen (1682–1711), der Reichshofrat und bayerischer Gesandter in Paris war, und Maria Magdalena Eleonore  von Haimhausen († vor 1732), geborene von Rehlingen. Er stammte aus der Familie der Grafen von Haimhausen (auch Viepeckh von Haimhausen).